# Hagtornsknoppmal
Hagtornsknoppmal (Argyresthia bonnetella) är en fjärilsart som först beskrevs av Carl von Linné 1758.  Hagtornsknoppmal ingår i släktet Prays, och familjen spinnmalar. Enligt den finländska rödlistan är arten nära hotad i Finland. Arten är reproducerande i Sverige. Artens livsmiljö är hagmarker och lövängar.

## Bildgalleri

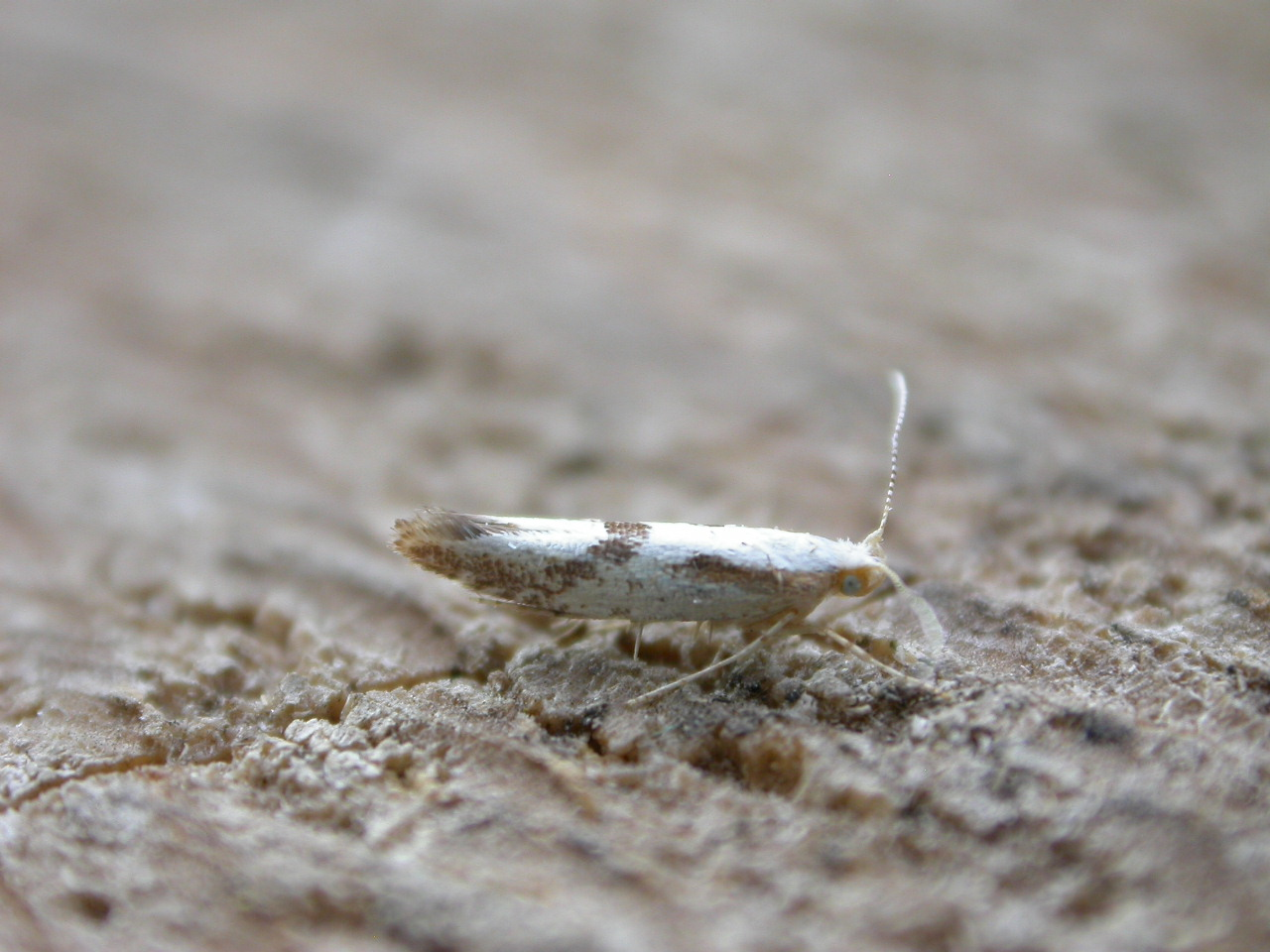